# Stade Cartagonova
Le Stade Cartagonova (en espagnol : Estadio Cartagonova), également connu sous le nom de Stade municipal Cartagonova (en espagnol : Estadio Municipal Cartagonova), est un stade de football espagnol situé dans la ville de Carthagène, dans la région de Murcie.
Le stade, doté de 15 105 places et inauguré en 1988, sert d'enceinte à domicile à l'équipe de football du Fútbol Club Cartagena.
Le nom du stade vient de « Cartagonova », nom de la ville de Carthagène à l'époque romaine.

## Histoire
La construction du stade (prévu pour remplacer le Stade d'El Almarjal fermé en 1987) est confiée à l'équipe locale de projet CMMP Arquitectos (Cardona, Martin et Plaza Molina). Celles-ci ont donné les bases pour la conception et la construction du Mini Estadi du FC Barcelone en 1982, conçu par l'architecte catalan Josep Ramón Casals.
Achevé en quelques mois, il ouvre ses portes en 1988. Il est inauguré le 7 février 1988, lors d'un match nul 0-0 entre les locaux du Cartagena FC et du Burgos CF.
Ce n'est qu'au bout de deux matchs que le premier but officiel est inscrit au stade, inscrit par José Ángel Uribarrena, joueur du Bilbao Athletic.
Le record d'affluence au stade est de 20 000 spectateurs (avant le remodelisation du stade), lors d'une défaite 2-1 du FC Cartagena contre le Córdoba CF le 30 juin 1999 (match crucial comptant pour la montée en D2 espagnole).
Le 26 janvier 2000, le stade devient le premier de la région de Murcie à accueillir un match international de l'équipe d'Esgpagne (victoire 3-0 contre la Pologne).
Le 28 février 2007 a lieu devant 12 000 personnes au stade Cartagonova un match entre une sélection de joueurs de la ville de Carthagène et l'équipe des îles Féroé, pour célébrer le centenaire de la fondation du premier club de football de la ville.
Il est le second plus grand stade de la région de Murcie, derrière le Stade de la Nueva Condomina du Real Murcie.

## Événements

### Matchs internationaux de football
| Date             | Compétition                | Équipes                             | Score | Affluence |
| ---------------- | -------------------------- | ----------------------------------- | ----- | --------- |
| 1989             | ?                          | Espagne -18 ans — Grèce -18 ans     | ?     | —         |
| 11 février 1997  | Qualifs. Euro espoirs 1998 | Espagne espoirs — Malte espoirs     | 1-0   | —         |
| 26 janvier 2000  | Match amical               | Espagne — Pologne                   | 3-0   | —         |
| 20 mars 2002     | Match amical               | Corée du Sud — Finlande             | 2-0   | —         |
| 10 février 2009  | Match amical               | Espagne espoirs — Norvège espoirs   | 1-1   | —         |
| 14 octobre 2013  | ?                          | Espagne espoirs — Hongrie espoirs   | ?     | —         |
| 26 mars 2015     | Match amical               | Espagne espoirs — Norvège espoirs   | 2-0   | —         |
| 14 novembre 2017 | ?                          | Espagne espoirs — Slovaquie espoirs | 5-1   | —         |

### Concerts donnés au Stade Cartagonova
| Artiste        | Date            |
| Sting          | 19 avril 1996   |
| Gloria Estefan | 27 octobre 1996 |
| Alejandro Sanz | 14 juillet 2016 |